# Nikolaus Joseph Hompesch
Nikolaus Joseph Hompesch (* 14. März 1830 in Köln; † 30. November 1902 ebenda) war ein deutscher Klavierpädagoge.

## Leben
Hompesch war Schüler von Ferdinand Hiller am Konservatorium in Köln und seit 1854 Lehrer daselbst, später auch Bibliothekar.
Er sammelte Klavierwerke des 18. Jahrhunderts für den pädagogischen Gebrauch und gab sie teilweise in Neuausgaben heraus.